# Neotetranychus rubicola
Neotetranychus rubicola är en spindeldjursart som beskrevs av Bagdasarian 1956. Neotetranychus rubicola ingår i släktet Neotetranychus och familjen Tetranychidae. Inga underarter finns listade i Catalogue of Life.